# Gonatocerus ater
Gonatocerus ater är en stekelart som beskrevs av Förster 1841. Gonatocerus ater ingår i släktet Gonatocerus, och familjen dvärgsteklar. Arten är reproducerande i Sverige.